# Prêmio TVyNovelas (Colômbia)
TVyNovelas era um programa anual produzido revista TVyNovelas, onde são premiados destaques de produtos da televisão e cinema, principalmente telenovelas. É considerado o prêmio mais importante da televisão colombiana.
Desde 1992, a premiação ocorre no Festival Internacional de Cinema de Cartagena, em Colômbia, sob a divisão de 31 categorias envolvendo a televisão e o cinema colombiano.